# Polyphthalamide

Repetierende Einheit von Polyphthalamid

Polyphthalamide (PPA, Partiell aromatische Polyamide, teilaromatische Polyamide) sind halb kristalline aromatische Polyamide (PA), bei denen sich Benzoldicarbonsäurediamid-Gruppen mit aliphatischen Resten (-R-) abwechseln. Sie gehören zur Klasse der Thermoplaste und unterscheiden sich in ihren Eigenschaften von den rein aliphatischen und aromatischen Polyamiden (Aramide).

## Struktur
Als Monomere zur Herstellung von Polyphthalamiden dienen α,ω-Diamine unterschiedlicher Kettenlänge und die Benzoldicarbonsäuren Terephthalsäure oder Isophthalsäure. Unter Abspaltung von Wasser polykondensieren diese Monomere zu dem Polymer.
Die Molekülmasse von PPAs, die durch Direktkondensation hergestellt wurden, liegt im Bereich zwischen 12.000 and 16.000 kg/kmol.
Die Zahlenangabe nach der Bezeichnung PA bezieht sich auf die Anzahl Kohlenstoffatome im Monomer. Einige Monomere werden mit einem Buchstaben abgekürzt. So steht z. B. T für Terephthalsäure und I für Isophthalsäure. PA 6T homopolymer auf Basis von Hexamethylendiamin und Terephthalsäure schmilzt bei 371 °C. Um den Schmelzpunkt zu senken, verwendet man längere Diamine mit 9 bis 12 Methylengruppen oder Copolymerisate. Eine mehrstellige Zahl weist darauf hin, dass zur Herstellung mehrere Monomere verwendet werden. PA 6T/6I ist demnach ein Copolyamid, das aus mehreren polyamidbildenden Monomeren, namentlich Hexamethyldiamin, Terephthal- und Isophthalsäure hergestellt wird.
Polyphthalamid 6T/66 ist ein Copolymer aus dem Polyphthalamid 6T und dem Polyamid 66. Darin enthält PA 66 sechs Methylengruppen zwischen den Aminen und das Säuresegment besteht aus Carbonylgruppe-vier Methylengruppen-Carbonylgruppe
Wird als Amin anstelle eines aliphatischen Amins 2-Methylpentan-1,5-diamin eingesetzt, wird das PPA mit D gekennzeichnet. z. B. PA6TDT ist ein Copolymerisat aus dem ersten Segment Hexamethylendiamin–Terephthalsäure und dem zweiten Segment 2-Methylpentanediamin–Terephthalsäure
Copolymere aus Polyphthalamide und PTFE werden auch als unverstärkte und verstärkte Copolymere angeboten.

## Verstärkte Polyphthalamide
Glasfaserverstärkte Polyphthalamide zeichnen sich durch hohe mechanische Festigkeit, Härte, Steifigkeit, Wärmeformbeständigkeit und Beständigkeit gegen heiße Schmierstoffe und heißes Wasser aus. Daraus hergestellte Teile sind besonders maßkonstant und weisen eine hohe Zeitstandfestigkeit und hohe Wärmeformbeständigkeit (bis 280 °C) auf. PA6T/6I auf Basis von Hexamethyldiamin und Terephthalsäure und Isophthalsäure wird fast ausschließlich mit Glasfaser (GF) verstärkt angeboten. Weitere PPAs nutzen als Verstärkungen vermahlenes Glas, Kohlenstofffasern oder Aramide-Fasern.

## Biobasierte Polyphthalamide
Die Firmen Arkema, Evonik,  Ems-Grivory, Ter Plastics und Unitika bieten biobasierte PPAs auf Basis nachwachsender Rohstoffe an.

## Eigenschaften
Die Datenblätter der Herstellerfirmen liefern detaillierte Auskunft über die Produktcharakterisierungen.
In ihnen werden auch Eigenschaften der Polyphthalamide mit denen anderer Kunststoffe wie z. B. Polycaprolactam (PA6), Polyamid 66 (PA66), Polybutylenterephthalat (PBT), syndiotaktisches Polystyrol (sPS), Polyphenylensulfid (PPS) verglichen.

### Thermische Eigenschaften
Polyphthalamid ist wegen seiner teilaromatischen Struktur ein teilkristalliner Werkstoff mit hohem Schmelzpunkt und hoher Glasübergangstemperatur bis über 150 °C. Die Glasübergangstemperatur steigt mit dem Terephthalsäuregehalt. Polyphthalamide besitzen eine hohe Wärmeformbeständigkeit von mehr als 280 °C.

### Mechanische Eigenschaften
Der hochsteife Werkstoff besitzt eine hohe Zugfestigkeit und Steifigkeit. Der Elastizitätsmodul (E-Modul) von glasfaserverstärkten PPAs kann bis zu 20.000 MPa betragen.
Die Kerbschlagzähigkeit liegt höher als bei vergleichbaren Kunststoffen. Die konstanten mechanischen Eigenschaften mit Dimensionsstabilität, nur geringem Verzug und hoher Kriechfestigkeit ermöglichen Einsatzgebiete über einen breiten Anwendungsbereich.
Die flexiblen, chemisch und thermisch resistenten PPA-Leitungen oder -schläuche aus Rilsan HT der Firma Arkema können Aluminium in Hochtemperatur-Vakuumsystemen ersetzen.
Die Firma Ter Hell Plastic hat einen speziell für Leichtbau-Anwendungen konzipierten Polyphthalamid TEREZ® PPA LW F40 ECO auf Basis von Rizinusöl entwickelt.

### Verschleißfestigkeit
Wegen seines geringen Reibungskoeffizienten und geringen Abriebkoeffizienten kann es bei selbstschmierenden Lagern und Getrieben eingesetzt werden. Unverstärktes XecoT der Firma Unitika weist einen Abriebkoeffizienten von 10 mm³/(km·kN) auf. Das mit 30 % Glasfaser verstärkte XecoT hat einen Wert von 30 mm³/(km·kN).

### Feuchtigkeitsabsorption
Die Feuchtigkeitsaufnahme beträgt lediglich 0,1–0,3 %. Sie ist geringer als bei anderen Polyamiden. Veränderungen der physikalischen Eigenschaften durch Wasserabsorption wird selten beobachtet. Das Verformen durch Wasserabsorption ist stark reduziert.

### Chemische Eigenschaften
Polyphthalamide weisen eine höhere Chemikalienbeständigkeit auch gegen aggressive Chemikalien als Standard-Polyamide auf.
Sie sind Medienbeständig gegen: Biodiesel-Treibstoff, Bremsflüssigkeit, Synthetisches Motoröl, Transmissionsflüssigkeit, Transformatoröl, Glycole, Schwefelsäure, Streusalz, Zinkchlorid, Calciumchlorid.
Trinkwasserrohre aus Vestamid HTplus sind für den direkten Kontakt mit Trinkwasser und Nahrungsmitteln zugelassen. In der Medizintechnik finden PPAs als Katheter Anwendung.
PPA können wegen der hohen Korrosionsbeständigkeit auch Lötstellen abdecken.
PPAs haften direkt an einer Vielzahl von Elastomeren ohne Haftvermittler z. B. Kunststoff-Kautschuk-Verbund.
PPAs sind für die Herstellung von widerstandsfähigen Fasern geeignet. Aus VESTAMID® HTplus F2001 der Fa. Evonik können Filamente gezogen werden, wie z. B. für beanspruchte Borsten von Zahnbürsten. Da es auch dauerhaft hohe Temperaturen problemlos übersteht, eignet es sich beispielsweise für Haarbürsten beim Styling.

### Elektrische Eigenschaften
Polyphthalamide besitzen guten Isoliereigenschaften. Die Produkte zeichnen sich durch eine hohe Kriechstromfestigkeit aus, die durch den Feuchtigkeitsgehalt des Materials nur wenig beeinträchtigt wird. Der spezifische Durchgangswiderstand und der Oberflächenwiderstand sind sehr hoch.
Neuere PPAs der Firma RTP (RTP 4099 Serie) sind wärmeleitend und elektrische Isolatoren ({\displaystyle 1\,\mathrm {\tfrac {W}{mK}} } und {\displaystyle >1\cdot 10^{12}\,\mathrm {\tfrac {\Omega }{m^{2}}} }) oder alternativ wärmeleitend und elektrisch leitend ({\displaystyle 20\,\mathrm {\tfrac {W}{mK}} } und {\displaystyle <1\cdot 10^{4}\,\mathrm {\tfrac {\Omega }{m^{2}}} }).

## Anwendungen
Polyphthalamid-basierte Kunststoffe ersetzen Metalle in Bereichen, in denen hohe Hitzebeständigkeit bei gleichzeitiger hoher mechanischer Stabilität erforderlich ist.
PPA ist für den Einsatz in klassischen Metallanwendungen wie Gasleitungen, Versorgungsleitungen, Pumpen oder Filtersystemen geeignet.
Bei der Automobilfertigung finden PPAs Anwendung in Treibstoff- und Kühlleitungen, Brennstoffdosiersystemen, Ventilen, Wasserkühlern, Leitungsverbindern, Kühlpumpenlaufrädern, Pumpen-Dichtungsringen, Luftkühlern, Schutzrohren für elektrische Kabel und Sockel für LED-Scheinwerfer.
Wegen ihrer guten Gleiteigenschaften werden Polyphthalamide als Prozesshilfen bei der Verarbeitung von Polyolefinharzen eingesetzt z. B. durch Coaten von Innenseiten von Düsen und Extrudern zur Reduzierung der Haftung und zur Reduzierung der Reinigungszeiten bei Farbenwechsel.
Polyphthalamide finden wegen ihrer geringen Feuchtigkeitsaufnahme Anwendung in Sanitäranlagen, z. B. als Gehäuse für Thermostate, Ventilkörper in Duscharmaturen.
Wegen ihrer geringen elektrischen Leitfähigkeit werden Polyphthalamide als elektrische Bauteile als Gehäuse für Verbinder, dreidimensionale Schaltungsträger, in Schaltern und als elektrische Isolatoren eingesetzt. Es wird im Sockel von LED-Autoscheinwerfern verwendet.
Da elektronische Bauteile aus VESTAMID® HTplus von Evonik mit der Flammschutzklasse V0 bei einer Wandstärke von 0,4 mm eingestuft sind, überstehen sie auch bleifreie Lötbäder mit sehr hohen Temperaturen ohne Probleme. Durch ihren hohen Schmelzpunkt ermöglichen sie bleifreies Löten der Anschlussflächen direkt auf einer Leiterplatte.
Ultramid 6T/6 von BASF auf Basis Hexamethylendiamin, Terephthalsäure, Caprolactam mit einem Schmelzpunkt von 295 °C hat Anwendungsgebiete als Elektrohaushaltsgeräte, Steckverbinder, Niederspannungsschaltgeräte sowie im Automobil- und Schienenfahrzeugbau.
Die unverstärkten und verstärkten PPA-Formmassen sind hitzebeständig und für den Einsatz im Innenraum von Flugzeugen, Zügen oder Schiffen geeignet.
PA9T Genestar der Firma Kuraray ist aus C9-Diamin und Terephthalsäure aufgebaut. Die PA9T-Faser eignet sich, wenn es um hohe Temperaturen und chemische Widerstandsfähigkeit geht. Die PA9T-Faser wird unter anderem als Kurzschnittfaser für Spezialpapiere in wieder aufladbaren Batterien verwendet.

## Lieferform und Verarbeitung
Das gelieferte Granulat wird durch Spritzgießen in Formen gegossen. Die ausgehärteten PPAs lassen sich kleben, nieten, schnappverbinden, verschrauben und verschweißen. Ihre Oberfläche lässt sich lackieren. Mechanisch können sie durch Bohren, Drehen, Fräsen, Hobeln und Sägen bearbeitet werden.

## Hersteller und Handelsnamen
Polyphthalamide werden von den Herstellern unter ihren Handelsnamen angeboten:
- Hersteller Akro-Plastic mit dem Handelsnamen Akromid T[5]
- Hersteller Arkema mit dem Handelsnamen Rilsan HT[7]
- Hersteller BASF mit dem Handelsnamen Ultramid T KR PA6T/6, Advanced N PA9T, Advanced T1000 PA6T/6I, Advanced T2000 PA6T/66[6]
- Hersteller Daikin mit den Handelsnamen DA-310St, DA-810X, DA-910[12]
- Hersteller DSM mit dem Handelsnamen ForTii[13]
- Hersteller DuPont mit den Handelsnamen Zytel HTN 51, 52, 53, 54, 92[14]
- Hersteller Ems-Grivory mit den Handelsnamen Grivory HT1:PA6T/6I, HT2:PA6T/66, HT3:PA10T/X[15]
- Hersteller Evonik mit den Handelsnamen Vestamid HTplus[8][16]
- Hersteller Kuraray mit dem Handelsnamen PA9T-Faser Genestar[17]
- Hersteller Lanxess mit dem Handelsnamen Durethan  T40/T40SZ[20]
- Hersteller LATI mit dem Handelsnamen LARAMID
- Hersteller Mitsui Chemicals mit dem Handelsnamen Arlen Modified Polyamid 6T[18]
- Hersteller Solvay mit den Handelsnamen Amodel-PPA[19]
- Hersteller Ter Plastics mit den Handelsnamen Terez HT[9]
- Hersteller Ter Hell Plastic GmbH mit dem Handelsnamen TEREZ ® PPA LW F40 ECO[11]
- Hersteller Unitika mit dem Handelsnamen XecoT[10]
- Compounder RTP mit den Handelsnamen der RTP 4000 Serie[4]
- Compounder Bada AG mit den Handelsnamen der Badamid PPA[21]

## Recycling und Wiedergewinnung
PPAs sind wie jeder andere Thermoplast theoretisch vollständig recyclierbar, entweder durch Umschmelzen oder als verkürztes Polymer nach der Depolymerisation oder durch Wärmegewinnung bei der Verbrennung.